# Bandur Picak
Bandur Picak is een bestuurslaag in het regentschap Kampar van de provincie Riau, Indonesië. Bandur Picak telt 2522 inwoners (volkstelling 2010).